# マーティン・ロート
マーティン・E・ロート（Martin E. Roth）は、ゲーム研究者、日本文化研究者、立命館大学大学院先端総合学術研究科准教授。
ライデン大学で日本学の博士号取得後、ライプツィヒ大学日本学科准教授を経て2019年より現職。

## 著書

### 単著
- Thought-Provoking Play: Political Philosophies in Science Fictional Videogame Spaces from Japan. Pittsburgh: ETC Press, 2018.[3]

### 共著
- 「ドイツの大学におけるゲーム授業の変容と現状」、松井広志他編『多元化するゲーム文化と社会』ニューゲームズオーダー、2019[4] 。

## 論文
- "Disruptive conflicts in computopic space: Japanese sf videogames as sources of otherness and radical political imagination." PhD diss., Leiden University, 2014.[5]
- その他の論文リスト[6]